# مقاطعة رالي (فرجينيا الغربية)
مقاطعة رالي هي مقاطعة في فيرجينيا الغربية، بلغ عدد سكانها 78٬859  نسمة، في 2010، عاصمتها بيكلي، تبلغ مساحتها 1٬578 كيلومتر مربع.

## الموقع
تشترك في الحدود مع:
- مقاطعة كاناوا (فرجينيا الغربية).